# Fernmeldeturm Bungsberg
Der Fernmeldeturm Bungsberg ist ein 179 m hoher Fernmeldeturm auf dem Bungsberg in Schleswig-Holstein, der von der damaligen Deutschen Bundespost zwischen 1975 und 1977 errichtet wurde. Der Typenturm in Stahlbetonbauweise der Bauart 2/73 ersetzte einen 1954 gebauten 55 m hohen Fernmeldeturm der ersten Generation. Betreiber und Eigentümer der Anlage ist mittlerweile die Deutsche Funkturm (DFMG), eine Tochtergesellschaft der Deutschen Telekom mit Sitz in Münster. 
In 40 m Höhe befindet sich eine für den Publikumsverkehr zugängliche Aussichtsplattform. Nur die beiden Fernmeldetürme Bredstedt und Jakobsberg besitzen eine ähnliche, öffentlich zugängliche Plattform.
Die alte UKW-Antenne (auf dem Bild rot-weiß) wurde 2022/23 mittels Helikopter abgetragen. Die Kabel-1-Sendung Achtung Kontrolle! – Einsatz für die Ordnungshüter zeigte im Februar 2023 einen Fernsehbeitrag über die Arbeiten (Folge 2023:26).

## Frequenzen und Programme

### Analoger Hörfunk (UKW)
| Frequenz (MHz) | Programm               | RDS PS            | RDS PI                | Regionalisierung | ERP (kW) | Antennendiagramm rund (ND)/gerichtet (D) | Polarisation horizontal (H)/vertikal (V) |
| -------------- | ---------------------- | ----------------- | --------------------- | ---------------- | -------- | ---------------------------------------- | ---------------------------------------- |
| 97,2           | Klassik Radio          | KLASSIK_          | D75B                  | –                | 0,2      | D (20–80°, 140–200°)                     | H                                        |
| 103,1          | Deutschlandfunk Kultur | Dlf_Kult          | D220                  | –                | 0,2      | D (160–120°)                             | H                                        |
| 104,1          | Delta Radio            | delta_OH _delta__ | D6E9 (regional), D3E9 | Ost              | 50       | D (100–300°)                             | H                                        |

### Analoges Fernsehen (PAL)
Die Abstrahlung der analogen Fernsehsender wurde mit der Einführung von DVB-T eingestellt.
| Kanal | Frequenz (MHz) | Programm                            | ERP (kW) | Sendediagramm rund (ND)/ gerichtet (D) | Polarisation horizontal (H)/ vertikal (V) |
| ----- | -------------- | ----------------------------------- | -------- | -------------------------------------- | ----------------------------------------- |
| 31    | 551,25         | RTL Television (Schleswig-Holstein) | 10       | D                                      | H                                         |
| 44    | 655,25         | Sat.1 (Hamburg/Schleswig-Holstein)  | 10       | D                                      | H                                         |